# Львовская музыкальная школа имени Саломеи Крушельницкой
Львовская средняя специализированная музыкальная школа-интернат им. Саломеи Крушельницкой — образовательное учреждение во Львове (Украина), где учащиеся получают профильное музыкальное и среднее образование. Школа названа в честь украинской оперной певицы (сопрано) и педагога Саломеи Крушельницкой.

## История
Средняя специальзированная музыкальная школа-интернат имени Саломеи Крушельницкой была основана в 1939 году во Львове по инициативе украинского композитора и пианиста Василия Барвинского. До этого она была известна как Гимназия императрицы Елизаветы, учреждённая в XVIII веке.
С 1944 по 1959 год — средняя школа для студентов-музыкантов; в 1959 году реорганизована в специализированную музыкальную школу-интернат. В 1963 году школе присвоено имя Саломеи Крушельницкой.
Директора школы
Галина Левицкая — первый директор школы;
1972—1997 годы — Владимир Антонов;
1997—2004 годы — Б. Мартыновский;
2004—2009 годы — Д. Комонько;
c 2009 года — Лев Миронович Закопец.

## Образование
В школе семь музыкальных отделений, которые предоставляют обучение по более чем 20 музыкальным специальностям. Программа обучения включает общеобразовательные, музыкально-теоретические и специальные циклы. Студенты изучают такие музыкальные дисциплины, как сольфеджио, теория музыки, гармония, музыкальная литература и другие. Преподавание в школе ведётся на украинском языке. Профилирующие иностранные языки, включённые в программу обучения: английский, французский, немецкий. Школа располагает дополнительными ресурсами: два концертных зала, музей Саломеи Крушельницкой; библиотека с богатой коллекцией художественной, научно-популярной и музыкальной литературы. Ведущая роль в исследовании стиля преподавания в школе и значения музыки в развитии детей принадлежит Льву Мироновичу Закопцу, директору школы с 2009 года.
Учащиеся школы известны своими успехами на национальных и международных музыкальных конкурсах.

## Известные выпускники
- Дарина Башинская (uk)[8] — флейтистка;
- Энгелина Буряковская (uk)[9] — пианистка;
- Алёна Хавьюк-Шеремет (uk)[10] — пианистка;
- Ева Рабчевская (uk)[11] — скрипачка;
- Василь Затсиха (uk)[12] — скрипач;
- Устим Зук (uk)[13] — скрипач.

## Комментарии
1. 1 2 3 4 5 6 7  Львівська середня спеціалізована музична школа-інтернат ім. С. Крушельницької. www.akolada.org. ua. Дата обращения: 1 марта 2021. Архивировано 28 февраля 2022 года.
2. ↑  .lvivcenter.org/ru/photos/908 Музыкальная школа Соломии Крушельницкой (недоступная ссылка — .lvivcenter.org/ru/photos/908 история). Urban media archive. Дата обращения: 1 марта 2021.
3. ↑  Гавеля, Оксана Николаевна. реализация культурных цінностей и духовных надбань сучасної цивилизаций." Архивная копия от 25 марта 2022 на Wayback Machine Міжнародний вестник: Культурология. Филология. Музикознавство 2 (2014): 42-49.
4. 1 2 3  .lviv.ua/portal/catalog/education/centri-ditachogo-dozvilla/mistecki-navchalni-zakladi/3085 Львовская средняя специальная музыкальная школа-интернат имени С. Крушельницкой (недоступная ссылка — .lviv.ua/portal/catalog/education/centri-ditachogo-dozvilla/mistecki-navchalni-zakladi/3085 история).
5. ↑  ЛССМШІ ім. С. Крушельницької - Львовская область. ІСУО. lv.isuo.org. Дата обращения: 1 марта 2021. Архивировано 28 февраля 2022 года.
6. ↑  Zakopets, Lev (2019- 05-08). УРОКИ МУЗЫКИ КАК ОСНОВНОЙ КОМПОНЕНТ РАЗВИТИЯ МУЗЫКАЛЬНОГО ВКУСА ДЕТЕЙ ВО ЛЬВОВСКОЙ СРЕДНЕЙ СПЕЦИАЛЬНОЙ МУЗЫКАЛЬНОЙ ОБРАЗОВАТЕЛЬНОЙ ШКОЛЕ ИМЕНИ С. КРУШЕЛЬНИЦКОГО. Педагогическое образование: теория и практика. 2 (26): 76–79. doi:10.32626/2309-9763.2019-26-2.76-79. ISSN 2309-9763. {{cite journal}}: Проверьте значение даты: |date= (справка)
7. ↑  Ємець, Наталия Анатоліївна. теоретичне підгрунтя неоосхоластичної философії доби українського бароко." Архивная копия от 13 мая 2022 на Wayback Machine Міжнародний вестник: Культурологія. Филология. Музикознавство 2 (2014): 49-56.
8. ↑  ImkaMusicCompetition. Daryna Bachynska (англ.). IMKA CLASSICAL MUSIC & DANCE  COMPETITION AND CONCERT SERIES (30 марта 2019). Дата обращения: 1 марта 2021. Архивировано 22 июня 2021 года.
9. ↑  Buriakovska Enhelina (англ.). UU Archive. Дата обращения: 1 марта 2021. Архивировано 15 апреля 2021 года.
10. ↑  OLENA HAVIUK-SHEREMET – #StayHome International Piano Competition (амер. англ.). Дата обращения: 1 марта 2021. Архивировано 6 марта 2021 года.
11. ↑  Eva Rabchevska | VERE MUSIC FUND (амер. англ.). Дата обращения: 1 марта 2021. Архивировано 23 января 2021 года.
12. ↑  Vasyl Zatsikha | VERE MUSIC FUND (амер. англ.). Дата обращения: 1 марта 2021. Архивировано 1 октября 2020 года.
13. ↑  Ustym Zhuk – alto (амер. англ.). Lviv National Philharmonic. Дата обращения: 1 марта 2021. Архивировано 28 февраля 2022 года.